# توچقاز
توچغاز روستایی از توابع بخش مرکزی شهرستان ملایر در استان همدان ایران با تصدی دهیاری مهندس مجتبی کتابی است.

## جمعیت
این روستا در دهستان حرم‌رود علیا قرار دارد و براساس سرشماری مرکز آمار ایران در سال ۱۳۹۵، جمعیت آن ۱۵۵۴ نفر (۵۲۰خانوار) بوده‌است.

## کشاورزی
کشاورزی مردم این روستا شامل انگور، گردو ،گندم ، جو و یونجه می باشد